# Les Échos
Les Échos es un diario económico francés de información perteneciente inicialmente al grupo británico Pearson y comprado por el conglomerado multinacional de lujo LVMH.

## Historia
Los hermanos Robert y Émile Servan-Schreiber lanzan en 1908 el primer número de Les Échos de l’Exportation. Originalmente el periódico era una herramienta de comunicación para la empresa familiar, Schreiber-Aronson, exportadora de productos de quincallería y mercería. 
Aunque en un primer momento tenía cuatro páginas y una periodicidad mensual, 20 años después pasa a ser diario y adopta el nombre actual. Les Échos se han convertido en una referencia para la prensa económica. Tras la finalización de la Segunda Guerra Mundial tuvo una interrupción en su publicación, luego la periodicidad pasó a ser quincenal y su número de páginas decreció.
En los años 50, los hijos de Robert y Émile toman el relevo. En 1953, impulsado por Jean-Jacques Servan-Schreiber aparece un suplemento llamado L'Express, que luego se independizará.
Las tensiones en el seno del clan Servan-Schreiber acaban con la venta del periódico a los Beytout, que lo modernizarán y lo impulsarán. Primero Jacqueline y luego Nicolas Beytout, pasan a dirigir la publicación.
En 1996, el periódico crea un sitio en Internet, Les Echos.fr para la información económica, financiera y bursátil.